# Мілікув
Мілікув (пол. Milików, нім. Herzogswaldau) — село в Польщі, у гміні Новоґродзець Болеславецького повіту Нижньосілезького воєводства.
Населення — 1238 осіб (2011).
У 1975-1998 роках село належало до Єленьоґурського воєводства.

## Демографія
Демографічна структура станом на 31 березня 2011 року:
|          | Загалом | Допрацездатний вік | Працездатний вік | Постпрацездатний вік |
| -------- | ------- | ------------------ | ---------------- | -------------------- |
| Чоловіки | 619     | 161                | 405              | 53                   |
| Жінки    | 619     | 145                | 368              | 106                  |
| Разом    | 1238    | 306                | 773              | 159                  |